# Neue Rheinische Zeitung
A Nova Gazeta Renana (NGR) (Neue Rheinische Zeitung - Organ der Demokratie) foi um jornal diário  alemão que circulou entre 1.º de junho de 1848 até 19 de maio de 1849 publicado na cidade de Colônia por Karl Marx e tinha Joseph Weydemeyer, também membro da Liga dos Comunistas, como editor.
Seu nome teve como origem o jornal anteriormente editado na Renânia entre 1842-1843 (14 meses) chamado  "Gazeta Renana", e onde Marx havia sido redator. 

## Atuação na Revolução Prussiana de 1848
Neste período a Liga dos Comunistas e facções  democráticas dentro da Prússia estavam levando a cabo uma revolução contra o estado prussiano, a NGR incentivava a luta dos comunistas contra os prussianos com artigos de Marx, Engels e outros editores.
Algumas manchetes e artigos.
Parágrafos iniciais
31 de Maio de 1848
A Assembleia em Frankfurt
Por Frederick Engels

Nesta última quinzena aconteceu na Alemanha uma Assembléia Nacional eleita pelo povo alemão como um todo.
O povo alemão ganhou o seu estatuto de soberania pelos combates nas ruas de quase todas as cidades do país, grandes e pequenas, e especialmente sobre nas barricadas de Viena e Berlim. Ele exerceu essa soberania nas eleições para a Assembleia Nacional. 
[…]

3 de Junho de 1848
A derrota das tropas alemãs na Sundewitt

Assim, as tropas alemãs foram novamente batidas, mais uma vez a política germânica da  Prússia sofreu uma derrota brilhante! Este é o resultado das nossas promessas solenes de uma forte e unida Alemanha!
[…]

24 de Julho de 1848
As "negociações" do armistício

O armistício ainda não foi assinado nem definitivamente rejeitado. Relatórios tanto da sede da Wrangel e de Copenhagan  continuamente se contradizem. O que é certo é que Wrangel inicialmente se recusou a assinar e que o Reedtz voltou para Copenhagan, o resultado desta recusa e que novas tropas foram embarcadas para Jutland, a partir 15 de julho.
Børsen-Halle diz que ao receber a notícia de mais três dias de cessar-fogo dos  embaixadores inglês e sueco, juntamente com o Reedtz, foi de Copenhagan para Kolding.
Ele disse para Geral Neumann, que foi mandado para lá de Berlim, na tentativa de superar a oposição de Wrangel.
[…]

26 de Novembro de 1848
Drigalski-Legislador, Cidadão e Comunitário
Por Karl Marx

Düsseldorf foi declarado em estado de sítio, o ministério Brandenburg-Wrangel encontrou dignos representantes em Herren Spiegel-Drigalski.
O primeiro destes senhores é um simples presidente, mas a segundo combina diversas qualidades.
Ele não é apenas um tenente-general e comandante de uma divisão — como tal, ele figura na lista do exército, e como "legislador supremo" da cidade e do município inteiro de Düsseldorf — ele também construiu seu próprio destino mesmo e é ao mesmo tempo, um "cidadão" e — um comunitário; todos com Deus, pelo Rei e pela Pátria. 
[Palavras do decreto de Frederico Guilherme III de 1813, sobre a organização da reserva do Exército]
Estes dois senhores, o simples, bem como o multicolorido, descobriram que o estado de direito em Düsseldorf só pode ser mantido através de medidas extraordinárias, portanto, eles encontraram-se "obrigados" a declarar toda a região de Düsseldorf em estado de sítio "para a proteção da lei e da ordem.[86]."
[…]

7 de Março de 1849
Do teatro da guerra
Por Frederick Engels

Notícia das vitórias de ontem.
Magyar foi seguido hoje por uma vitória austríaca garantida.
Dos relatórios Österreichischer Correspondente de Olmütz:
"O seguinte telegrama acabou de chegar de Olmütz: Marechal Prince Windischgratz derrotou os rebeldes em Kapolna [7] em 26 de Fevereiro e 27. O inimigo fugiu em duas direções. Um batalhão inteiro foi feito prisioneiro."
[…]

27 de Abril de 1849
Lassalle
Por Frederick Engels

Temos que relatar um fato que comprova a bem da justiça que já não existe nada impossível. Herr Nicolovius, Procurador-Geral, pretende claramente superar até mesmo os lauréis que Herr Hecker ganhou em seu tempo.
Recordem-se de nossos relatórios anteriores que durante o julgamento criminal contra Lassalle, von Ammon, I vice-Procurador-Geral em Düsseldorf, por três semanas manteve escondidos em sua mesa de escritório uma carta de Lassalle […]

15-16 de Maio de 1849
A Carta da nova Lei Marcial
Por Karl Marx

Temos ainda que informar sobre as últimas intenções paternalistas dos subordinados ao Potsdam para seus integrantes "hereditários", adquiridas pela pilhagem e tráfico de pessoas.
Estamos nos referindo ao que a Carta de Lei Marxial impôs, é uma verdadeira união de todas as promessas de Hohenzollern, em que a glória prussiana é finalmente revelada da forma mais simplória, mais estúpida e ingênua em toda a sua nudez natural, de alienar os últimos vestígios da sua hipócrita comédia.
[…]

## Fechamento do jornal
Em 2 de Março de 1849 soldados prussianos foram até a casa de Marx para prender um dos membros do jornal, no dia 09 de Maio de 1849 Marx foi obrigado a deixar o país por estar com os documentos de autorização de residência vencidos.  
Devido as ameaças de prisão e exílio dos membros do jornal pelo governo prussiano a NGR publicou seu último número em 19 de maio de 1849. 
Essa edição ficou conhecida como "edição vermelha" pois o jornal foi impresso em tinta vermelha.
Nesta edição vermelha Marx escreveu:

"Nós não temos compaixão e não pedimos nenhuma compaixão a vocês. 
Quando chegar a nossa vez, não vamos arranjar desculpas para o terror.
Mas os terroristas reais, os terroristas com as  graças de Deus e da lei, são na prática brutais, desdenhosos, isto significa, teoricamente covardia secreta e traiçoeira, e em ambos os aspectos indignos de respeito." 